# NGC 1594
NGC 1594 è una galassia a spirale barrata situata nella costellazione dell'Eridano, a una distanza di circa 205 milioni di anni luce dalla nostra Via Lattea.

## Scoperta
La galassia è stata scoperta il 22 ottobre 1886 dall'astronomo statunitense Lewis Swift. Il 17 gennaio 1895 venne effettuata una nuova osservazione dall'astronomo francese Guillaume Bigourdan; la sua descrizione venne inserita nell'Index Catalogue con la designazione IC 2075.

## Descrizione
NGC 1594 ha una classe di luminosità II-III e presenta una larga riga a 21 cm dell'idrogeno neutro.